# 극장판 요괴워치: FOREVER FRIENDS
《극장판 요괴워치: FOREVER FRIENDS》(일본어: 映画 妖怪ウォッチ FOREVER FRIENDS)은 2018년 12월 14일에 개봉된 일본의 애니메이션 영화이다. 《요괴워치》의 다섯번째 극장판이다.

## 한국어판 목소리 출연
- 정혜원: 서민
- 신용우: 고귀한, 염라
- 박리나: 천송이
- 김현지: 깜냥이
- 김정훈: 왕씨, 왕장군
- 김영선: 자염
- 강구한: 염라대왕
- 이호산: 아수라
- 김영찬: 접시부기, 사오정
- 강성우: 터줏동자, 문벽
- 전숙경: 송이 할머니
- 박성태: 공망
- 최승훈: 주탄동자
- 김신우: 흑까마귀 풍술사
- 강새봄: 옥희, 옥마녀
- 방연지: 백발노파, 해당금이
- 홍범기: 위집사
- 이상호: 검은 발톱
- 홍승효: 바스테트, 귀한 아빠
- 김명준: 천지왕
- 김채하: 민이 엄마
- 박시윤: 연이 공주
- 남도형: 백호
- 김국진: 현무
- 그 밖: 김다올, 유영, 김도희